# North Luffenham
North Luffenham est un village d'Angleterre situé dans le sud-est du Rutland. Elle se trouve entre Uppingham, 8 km à l'ouest, et Stamford, 11 km à l'est, au Lincolnshire voisin. La paroisse civile de North Luffenham comptait 704 habitants au recensement de 2001, et 679 à celui de 2011.

## Histoire
La découverte d'un cimetière anglo-saxon au nord du village actuel suggère qu'il existait une population sur place aux Ve et VIe siècles. 